# Samurai Gun
Samurai Gun (jap. サムライガン) ist ein Manga des japanischen Mangakas Kazuhiro Kumagai, der auch als Anime-Fernsehserie umgesetzt wurde.
Das Werk handelt von einer Untergrund-Gruppe von Samurai, die zu Beginn der Meiji-Periode mit neuen Waffen ausgerüstet für Gerechtigkeit und gegen das korrupte Shogunat kämpfen.

## Handlung
In Japan nutzten zu Beginn der Meiji-Zeit die herrschenden Shogun ihre Macht um die Bürger zu unterdrücken und ihre Vorherrschaft sicherzustellen. Die von ihnen gewählten Methoden zur Aufrechterhaltung ihrer Macht schlossen Prügel, Folter und sogar Mord von unschuldigen Menschen mit ein.
Eine Gruppe von Samurai, die sich „Samurai Gun“ nennen, versucht in dieser Zeit mit neu entwickelter Technologie das Shogunat zu bekämpfen. Einer dieser Samurai ist Ichimatsu. Dieser arbeitet am Tag in einer Kneipe, während er nachts im Namen der Samurai Gun kämpft.

## Veröffentlichungen

### Manga
Die Manga-Reihe von Kazuhiro Kumagai wurde ab Juni 1998 vom Verlag Shūeisha im Magazin Young Jump veröffentlicht und umfasst sieben Bände. Ab Juli 2001 erschien im Magazin Ultra Jump eine 233-seitige Fortsetzung unter dem Titel „Samurai Gun Gekkō“ (サムライガン月光), die auch in vier Bänden zusammengefasst wurde.

### Anime
Im Jahr 2004 produzierte das Studio Egg unter Regie von Hideki Sonoda eine 12-teilige Anime-Fernsehserie, die auf dem Manga aufbaute. Die Serie wurde zusätzlich durch eine OVA ergänzt, die inhaltlich zwischen der 7. und 8. angesiedelt ist, aber nicht im Fernsehen zu sehen war. Die Serie wurde auch auf Englisch in Amerika von ADV Films veröffentlicht.
Im Februar 2007 wurde die Serie in Deutschland von ADV Films herausgebracht. Der Anime wurde ab August 2008 vom Sender Animax ausgestrahlt.

### Synchronisation
Die Synchronisation stammt von der Berliner Synchron AG.
| Rolle               | japanischer Sprecher (Seiyū) | deutscher Sprecher |
| ------------------- | ---------------------------- | ------------------ |
| Ichimatsu           | Showtaro Morikubo            | David Nathan       |
| Daimon              | Katsuyuki Konishi            | Tobias Kluckert    |
| Kaishu Katsu        |                              | Uwe Büschken       |
| Chuushuu Minamiyama |                              | Rainer Fritzsche   |
| Chishuu Minamiyama  |                              | Michael Iwannek    |
| Ohana               | Minori Chihara               | Ilona Otto         |
| Kurenai             |                              | Bianca Krahl       |
| Gishuo Minamiyama   |                              | Olaf Reichmann     |
| Archimedes          |                              | Bodo Wolf          |

#### Musik
Für den Vorspann der Serie wurde von ZZ der Titel „SAMURAI CREW“ produziert. Für den Abspann verwendete man „Ienai Kotoba“ von Aiko Kayo und „Zutto… Issho“ von Minori Chihara in der zwölften Folge.